# 마에히가시다니촌
마에히가시다니촌(前東谷村)은 니가타현 고시군에 설치되었던 촌이다. 현재의 나가오카시에 해당한다.